# Dariusz Szubert
Dariusz Sylwester Szubert (1970. október 31. –) lengyel válogatott labdarúgó, középpályás, edző.

## Pályafutása

### Klubcsapatokban
Lengyelországban a Pogoń Szczecin együttesében játszott a legtöbbször, de rövid ideig a Widzew Łódź csapatában is pályára lépett. 1994 és 1997 között Németországba igazolt, először az St. Paulihoz (a  2. Bundesligában, majd később a Bundesligában is: 23 mérkőzés). Miután az Oldenburg kiesett a Regionalligába, Svájcba igazolt az FC Zürichhez, de rövid idő múlva a belga Lommelhez került. Három szezont töltött el itt.
1999 végén visszatért Lengyelországba, és a Pogoń Szczecin és a Widzew Łódź csapatában játszott. A profi pályafutását 2003-ban fejezte be, de 2004 és 2007 között Németországban amatőrök között játszott.

### A válogatottban
1994-ben összesen 3 mérkőzésen szerepelt a lengyel válogatottban.
Részt vett a barcelonai 1992-es nyári olimpián, ahol ezüstérmet szerzett.

### Edzőként
A labdarúgó pályafutása befejezése után edzőként tevékenykedett. 2015. április 1. és június 30. között a német Regionális labdarúgó-bajnokságban szereplő Goslarer SC edzője volt.

## Sikerei, díjai

### A válogatottal
- Olimpiai ezüstérem (1): 1992

## Fordítás
- Ez a szócikk részben vagy egészben  a   Dariusz Szubert című német Wikipédia-szócikk ezen változatának fordításán alapul.  Az eredeti cikk szerkesztőit annak laptörténete sorolja fel. Ez a jelzés csupán a megfogalmazás eredetét és a szerzői jogokat jelzi, nem szolgál a cikkben szereplő információk forrásmegjelöléseként.